# Savalou-Agbado
Savalou-Agbado ist ein Arrondissement im Departement Collines im westafrikanischen Staat Benin. Es ist eine Verwaltungseinheit, die der Gerichtsbarkeit der Kommune Savalou untersteht.

## Demografie und Verwaltung
Gemäß der Volkszählung 2013 des beninischen Statistikamtes INSAE hatte das Arrondissement 13.421 Einwohner, davon waren 6527 männlich und 6894 weiblich.
Von den 111 Dörfern und Quartieren der Kommune Savalou entfallen sieben auf Savalou-Agbado:
1. Ahossèdo
2. Dozoundji
3. Gbaffo Dogoudo
4. Gbaffo Houégbo
5. Makinnou
6. Zongo
7. Zouzonkanmè